# Bahu
Bahu és un riu de l'Índia al districte de Kudapa (Cuddapah) a Andhra Pradesh.
El riu neix a la taluka de Madanapalli i després passa per Voilpad i Raichoti, on rep alguns rierols, per finalment formar, amb la unió de tots ells, el riu Cheyair.